# Cavalo mecânico

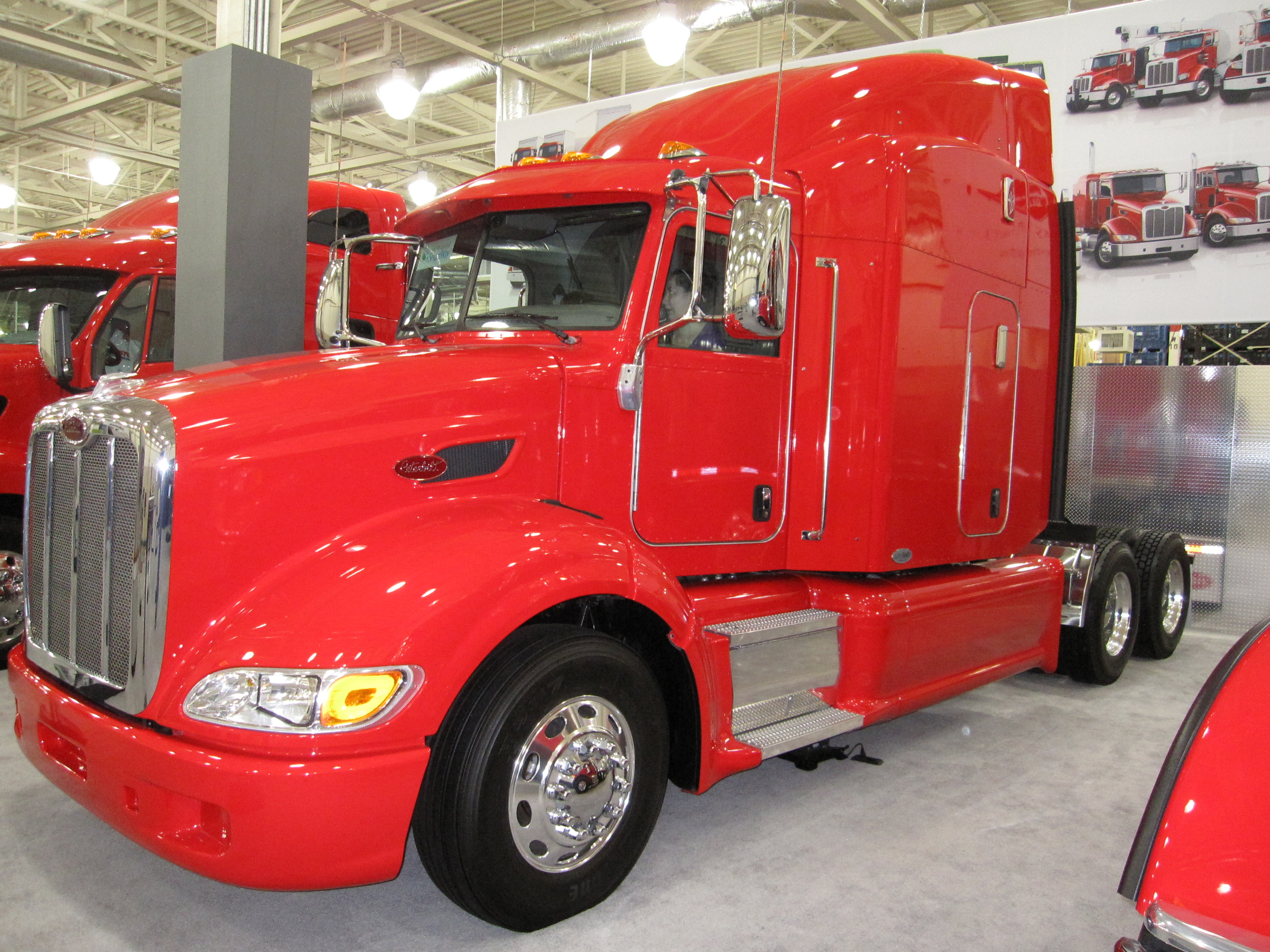
Um cavalo mecânico Peterbilt 386 com cabine leito

Um cavalo mecânico, também conhecido como caminhão trator ou unidade tratora é um tipo de caminhão que fornece força motriz para rebocar uma carga. 
Eles se enquadram em duas categorias: cavalos mecânicos militares e cavalos mecânicos comerciais de serviço pesado e médio usados para transportar semirreboques.